# Quentin Pongia
Quentin Pongia (1970. július 9. – 2019. május 18.) új-zélandi rögbijátékos.

## Pályafutása
1993 és 1997 között az ausztrál Canberra Raiders, 1998-ban az Auckland Warriors játékosa volt. 1999 és 2003 között ismét Ausztráliában játszott. 1999 és 2001 között a Sydney Roosters, 2003-ban a St. George Illawarra Dragons csapatában szerepelt. Közben 2003-ban a francia Villeneuve XIII RLLG játékos-edzője volt. 2003–04-ben az angol Wigan Warriors játékosa volt az angol szuperligában. 1992 és 2000 között 35 alkalommal szerepelt az új-zélandi válogatottban.
Miután megtudta, hogy májgyulladásban szenved (hepatitis B) az aktív sportolástól.